# Dietrich von Miltitz (General)

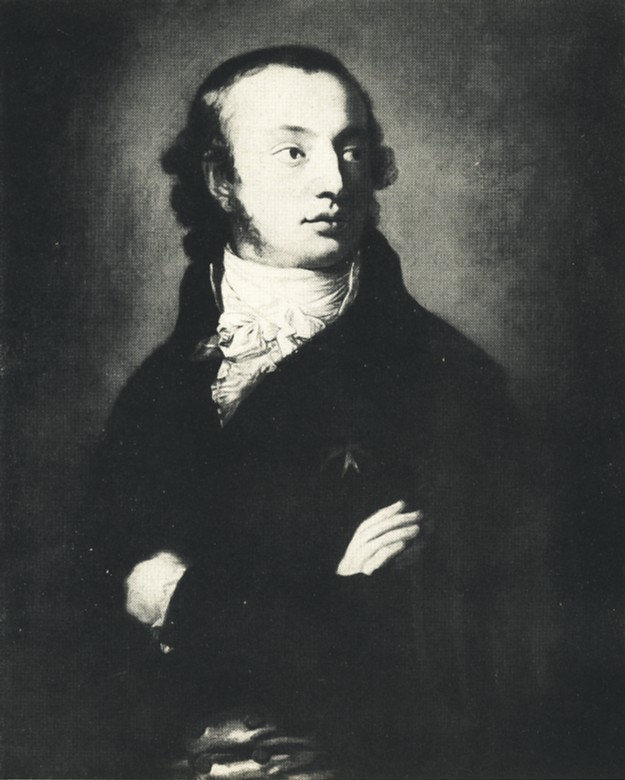
Dietrich von Miltitz; Gemälde von Anton Graff, 1793

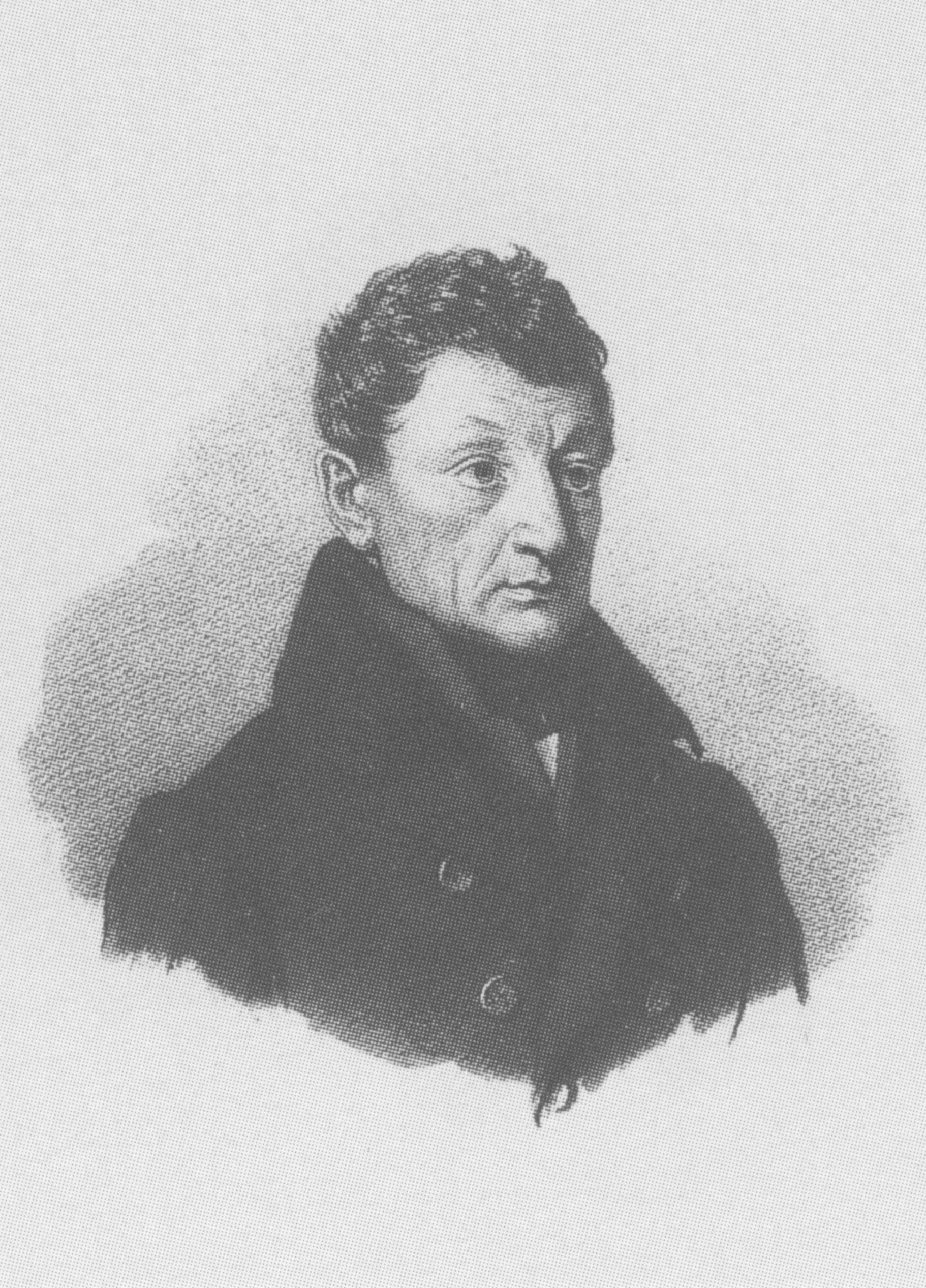
Dietrich von Miltitz ca. 1833

Dietrich von Miltitz (* 30. Januar 1769 in Oberau; † 29. Oktober 1853 in Siebeneichen) war ein sächsischer Offizier, später preußischer Generalleutnant sowie Mitbegründer des Scharfenberger Kreises.

## Leben
Dietrich war der Sohn des kursächsischen Oberstleutnants Ernst Haubold (1739–1774) aus dem Geschlecht derer von Miltitz und dessen Ehefrau Henriette Luise, geborene von Schönberg (1741–1809). Sein Vater, der Entdecker und Förderer des Philosophen Johann Gottlieb Fichte, starb, als Dietrich fünf Jahre alt war. Sein Vormund wurde daraufhin Erasmus von Hardenberg, der Vater des späteren Dichters Novalis. Er wurde bei den Herrnhutern in Niesky und  Barby erzogen und studierte später Jura in Wittenberg und Leipzig. Anschließend trat 1790 als Sousleutnant in das Chevaulegerregiment „von Gersdorff“ der Kursächsischen Armee ein, aus dem er 1792 verabschiedet wurde. Es folgten Reisen in die Schweiz (1790–1792) und nach Frankreich, wo er sich für die Ideen der Französischen Revolution begeisterte und er erwog, in französische Dienste zu treten. Die zunehmenden Ausschreitungen ließen ihn jedoch von diesem Plan zurücktreten. Im Jahr 1795 folgte eine Reise nach England, wo er seine spätere Frau Sarah Anna Constable (1774–1819) traf. Er zog auf sein Gut Siebeneichen und setzte dort die Stein-Hardenbergschen Reformen in die Tat um. Im Jahr 1800 wurde er zum Inspektor der Fürstenschule St. Afra in Meißen gewählt. 
Sein Gut Siebeneichen wie auch später das Schloss Scharfenberg seines Vetters Karl Borromäus von Miltitz wurden durch ihre Bestrebungen um 1812 zum Mittelpunkt der Romantik in Sachsen, der den Namen Scharfenberger Kreis erhielt. Zu der losen Vereinigung von romantischen Dichtern und Intellektuellen gehörten u. a. Heinrich von Kleist, Johann Gottlieb Fichte, Hans Georg von Carlowitz, Carl Adolf von Carlowitz, Friedrich de la Motte Fouqué, Johann August Apel, E.T.A. Hoffmann und Christian Gottfried Körner, der mit Miltitz befreundet war. Nach der Völkerschlacht bei Leipzig 1813 wurde Dietrich von Miltitz auf Steins Betreiben hin einer der Chefs der provisorischen Regierung in Sachsen. Er trat dem Banner der freiwilligen Sachsen bei und war als Gesandter beim Wiener Kongress. Am 18. Februar 1815 wurde er als Oberst in der Preußischen Armee angestellt. Nach seiner Ernennung zum Generalleutnant wurde er 1830 pensioniert und ging auf sein Schloss Siebeneichen zurück, wo er 1853 starb. Als gewählter Rittergutsbesitzer des Meißner Kreises war er 1833 bis 1848 und 1850/51 Abgeordneter der I. Kammer des Sächsischen Landtags.

## Familie
Miltitz heiratete am 15. August 1796 in Kotitz die Londoner Gastwirtstochter Sara Anna Constable (1775–1819). Das Paar hatte mehrere Kinder:
- Ernst (*/† 1797)
- Ernst (*/† 1798)
- Henriette Friederike Wilhelmine (1801–1817)
- Georg (1802–1874) ⚭ 1853 Luise Ernestine von Hügel (1813–1875), Tochter des Ernst von Hügel
- Alexander (* 1803–187?)
- Auguste Ernestine (1805–1837)

⚭ 1832 (Scheidung) Ludwig Franz Poppo von Hartmann, sächsischer geheimer Finanzrat
⚭ 1836 Heinrich Karl Franz Adolf von Maltzan (1793–1851), Freiherr von Wartenberg und Penzlin
- Cölestine Anna (1809–1891)

⚭ (geschieden) Heinrich Sunstenau von Schützenthal († 1865), Feldmarschallleutnant
⚭ Karl Friedrich Philipp Ludwig von Stechow († 1884). preußischer Major a. D.
- Editha Sophie (1810–1884) ⚭ 1833 Karl Ludwig von Zastrow (1784–1835), preußischer Generalmajor

Nach dem Tod seiner ersten Frau heiratete er am 18. September 1820 in Freistadt Charlotte Auguste von Lehsten-Dinglestädt (1791–1860). Das Paar hatte folgende Kinder:
- Dietrich Friedrich August Karl (1821–1876) ⚭ Valentine Edle von Mazaraki (1827–1919)[3]
- Charlotte Auguste Wilhelmine Clementine Julie Franziska Helene (* 28. Juni 1823)
- Centurius August Wilhelm Bernhard (1824–1880) königlich sächsischer Generalleutnant, Kommandant von Dresden ⚭ 1870 Auguste Isidore von Wuthenau (1831–1886) aus dem Haus Glesien, geschiedene Gräfin von Hohenthal
- Helene Clara (1827–1888)
- Friedrich Ferdinand Maximilian (1828–1853)
- Elisabeth (* 1830) ⚭ Heinrich Rudolf von Kyaw (1809–1885)